# Матч всех звёзд женской НБА 2025 года
Матч всех звёзд женской НБА 2025 года (англ. 2025 WNBA All-Star Game) — ежегодная показательная баскетбольная игра, прошедшая в субботу, 19 июля 2025 года, в Индианаполисе (Индиана) на домашней арене клуба «Индиана Фивер» «Гейнбридж-филдхаус». Игра стала девятнадцатым матчем всех звёзд (ASG), который начиная с 2018 года изменил свой формат, в истории женской национальной баскетбольной ассоциации (ЖНБА) и первым, прошедшем в Индианаполисе. Игра транслировалась кабельным спортивным каналом ESPN на телевизионном канале ABC в США, на каналах TSN4 и SN360 в Канаде (в формате HD TV) в 8:30 по Североамериканскому восточному времени (ET), а судьями на этой игре работали Тиара Круз, Энджел Кент и Дженна Рено.
Команда Нафисы Коллиер под руководством Шерил Рив без упорной борьбы переиграла команду Кейтлин Кларк Сэнди Бронделло со счётом 151:131. До конца сезона 2017 года в матчах всех звёзд боролись сборные Запада и Востока, в них Запад выиграл 10 игр, а Восток только 4, но в сезоне 2018 года после изменения формата матча стали играть команды игроков, занявших первые два места по итогам традиционного электронного голосования, которые за несколько дней до начала игры путём драфта выбирали себе по очереди игроков стартового состава и резевистов. Самым ценным игроком этой встречи была признана Нафиса Коллиер, представляющая на ней клуб «Миннесота Линкс», которая выиграла этот почётный приз в первый раз, попутно став самым результативным игроком игры всех звёзд (36), перекрыв прошлогоднее достижение Арике Огунбовале. Кроме того эта игра стала самой результативной из уже проведённых, побив суммарный итог матча всех звёзд женской НБА 2023 года (127:143).

## Матч всех звёзд

### Составы команд
10 июня лига объявила, что в 2025 году процесс отбора состава будет аналогичен игре всех звёзд ВНБА 2023 года. Болельщики, игроки, главные тренеры, спортивные журналисты и радиовещатели могли проголосовать за лучших звёзд. Все категории голосующих могли заполнить выборный бюллетень из четырёх защитников и шести игроков передней линии. Игроки и тренеры не могли голосовать за своих товарищей по команде и собственных подопечных. Голосование началось в четверг, 12 июня, в 14:00 по восточному времени (ET) и завершилось в субботу, 28 июня, в 23:59 по ET. Голосование было представлено банковской компанией «Ally». Кроме того было три дня, когда голоса болельщиков могли быть учтены дважды: 14, 20 и 27 июня. А в процентном соотношении голосование было распределено следующим образом: болельщикам отводилось 50%, игрокам и тренерам и спортивным СМИ по 25%.
Десять лучших игроков по результатам этого голосования были сразу отобраны для матча звёзд и считались игроками стартового состава. Их имена были объявлены 30 июня 2025 года. После объявления игроков старта главные тренеры ещё выбрали двенадцать резервистов. Тренеры голосовали за трёх защитников, пять игроков передней линии и четырёх игроков на каждой позиции независимо от конференции. Они опять же не могли голосовать за своих собственных подопечных. Резервисты были объявлены 6 июля 2025 года. Два лучших игрока, набравших наибольшее количество голосов, стали капитанами команд матча звёзд и выбирали свои команды сначала из числа восьми оставшихся игроков стартового состава, а затем из двенадцати резервистов. Специальный выпуск, посвящённый комплектованию состава команд предстоящего матча всех звёзд, транслировался 8 июля 2025 года на спортивном канале ESPN.
Игроки для матча всех звёзд были выбраны путём голосования, описанного выше. Игроки стартового состава были объявлены 30 июня 2025 года, а Кейтлин Кларк из «Индиана Фивер» и Нафиса Коллиер из «Миннесота Линкс» лидировали по результатам голосования среди фанатов. Кларк и Коллиер назначили капитанами команд, их имена были объявлены 29 июня, кроме того они была вызваны на матч всех звёзд во второй и пятый раз соответственно.
Ннека Огвумике из «Сиэтл Шторм», Эйжа Уилсон из «Лас-Вегас Эйсес» и Брианна Стюарт из «Нью-Йорк Либерти» были вызваны в стартовую переднюю линию, они заработали уже свой десятый и обе седьмой вызов на матч всех звёзд. Сату Сабалли из «Финикс Меркури» и Алия Бостон из «Индиана Фивер» завершили переднюю линию, получив свой третий выбор на звёздный уик-энд. Сабрина Ионеску из «Нью-Йорк Либерти», Алиша Грей из «Атланта Дрим» и Пейдж Бекерс из «Даллас Уингз» замкнули заднюю линию стартового состава, причём заработали они уже свой четвёртый, третий и первый вызов на матч всех звёзд.
Главными тренерами матча всех звёзд стали главные тренеры двух команд независимо от конференции с лучшими текущими показателями по итогам прошедших игр 4 июля 2025 года. Шерил Рив, тренер «Миннесота Линкс», и Сэнди Бронделло, тренер «Нью-Йорк Либерти», заработали право стать главными тренерами игры всех звёзд, так как в указанную дату именно эти два клуба занимали две верхние строчки в турнирной таблице сезона 2025 года. Это был пятый, рекордный, раз для Рив и третий для Бронделло, когда они получили право тренировать команды на матче всех звёзд ВНБА. Рив стала главным тренером команды Кларк, так как её «Линкс» в указанную дату лидировали в чемпионате, а Кларк набрала наибольшее количество голосов, Бронделло же возглавила тренерский штаб команды Коллиер.
Резервисты встречи всех звёзд были объявлены 6 июля 2025 года. В резервный состав задней линии включены Скайлар Диггинс (седьмой выбор) из «Сиэтл Шторм», Джеки Янг из «Лас-Вегас Эйсес», Келси Плам (обе четвёртый выбор) из «Лос-Анджелес Спаркс», Келси Митчелл из «Индиана Фивер», Райн Ховард (обе третий выбор) из «Атланта Дрим», Кортни Уильямс (второй выбор) из «Миннесота Линкс», Габби Уильямс из «Сиэтл Шторм» и Соня Ситрон (обе первый выбор) из «Вашингтон Мистикс».
В состав резервистов передней линии включены Алисса Томас (шестой выбор) из «Финикс Меркури», Энджел Риз (второй выбор) из «Чикаго Скай», Кики Ириафен из «Вашингтон Мистикс» и Кейла Торнтон (обе первый выбор) из «Голден Стэйт Валкириз».

#### Объединённый состав команд
В данной таблице опубликован список игроков, попавших на матч всех звёзд по результатам голосования, согласно конференциям.
| Поз. | Игрок           | Команда           | Выбор |
| ---- | --------------- | ----------------- | ----- |
| З    | Сабрина Ионеску | Нью-Йорк Либерти  | 4-й   |
| З    | Алиша Грей      | Атланта Дрим      | 3-й   |
| З    | Кейтлин Кларк   | Индиана Фивер     | 2-й   |
| З    | Райн Ховард     | Атланта Дрим      | 3-й   |
| З    | Келси Митчелл   | Индиана Фивер     | 3-й   |
| З    | Соня Ситрон     | Вашингтон Мистикс | 1-й   |
| З    | Бриттни Сайкс   | Вашингтон Мистикс | 1-й   |
| Ф    | Кики Ириафен    | Вашингтон Мистикс | 1-й   |
| Ф    | Брианна Стюарт  | Нью-Йорк Либерти  | 7-й   |
| Ф    | Энджел Риз      | Чикаго Скай       | 2-й   |
| Ф    | Брайонна Джонс  | Атланта Дрим      | 4-й   |
| Ф/Ц  | Алия Бостон     | Индиана Фивер     | 3-й   |

| Поз. | Игрок           | Команда               | Выбор |
| ---- | --------------- | --------------------- | ----- |
| З    | Пейдж Бекерс    | Даллас Уингз          | 1-й   |
| З    | Келси Плам      | Лос-Анджелес Спаркс   | 4-й   |
| З    | Джеки Янг       | Лас-Вегас Эйсес       | 4-й   |
| З    | Кайла Макбрайд  | Миннесота Линкс       | 5-й   |
| З    | Скайлар Диггинс | Сиэтл Шторм           | 7-й   |
| З    | Кортни Уильямс  | Миннесота Линкс       | 2-й   |
| З    | Габби Уильямс   | Сиэтл Шторм           | 1-й   |
| Ф    | Нафиса Коллиер  | Миннесота Линкс       | 5-й   |
| Ф    | Кейла Торнтон   | Голден Стэйт Валкириз | 1-й   |
| Ф    | Ннека Огвумике  | Сиэтл Шторм           | 10-й  |
| Ф    | Эйжа Уилсон     | Лас-Вегас Эйсес       | 7-й   |
| Ф    | Сату Сабалли    | Финикс Меркури        | 3-й   |
| Ф    | Алисса Томас    | Финикс Меркури        | 6-й   |

#### Окончательный состав команд
Драфт встречи всех звёзд состоялся 8 июля 2025 года. Кейтлин Кларк и Нафиса Коллиер были названы капитанами команд этой показательной игры, так как получили наибольшее количество голосов поклонников. Первые восемь игроков, которые были выбраны на драфте, были стартовыми. Затем были выбраны двенадцать игроков резерва, выбранные главными тренерами команд лиги. Кларк начала драфт стартовых игроков, потому что у неё было наибольшее количество голосов, в то время как Коллиер начала драфт резервистов. По завершении драфта капитаны объявили, что ещё до его начала договорились обменяться тренерами, Рив перешла в команду Коллиер, а Бронделло стала тренером команды Кларк.
| Пик                       | Игрок                     | Команда                   | Выбор                     |
| Игроки стартового состава | Игроки стартового состава | Игроки стартового состава | Игроки стартового состава |
| ------------------------- | ------------------------- | ------------------------- | ------------------------- |
| 1-й                       | Алия Бостон               | Индиана Фивер             | 3-й                       |
| 3-й                       | Сабрина Ионеску           | Нью-Йорк Либерти          | 4-й                       |
| 5-й                       | Эйжа Уилсон               | Лас-Вегас Эйсес           | 7-й                       |
| 7-й                       | Сату Сабалли              | Финикс Меркури            | 3-й                       |
| Игроки резервного состава |                           |                           |                           |
| 10-й                      | Келси Митчелл             | Индиана Фивер             | 3-й                       |
| 12-й                      | Габби Уильямс             | Сиэтл Шторм               | 1-й                       |
| 14-й                      | Соня Ситрон               | Вашингтон Мистикс         | 1-й                       |
| 16-й                      | Кики Ириафен              | Вашингтон Мистикс         | 1-й                       |
| 18-й                      | Джеки Янг                 | Лас-Вегас Эйсес           | 4-й                       |
| 20-й                      | Кейла Торнтон             | Голден Стэйт Валкириз     | 1-й                       |

| Пик                       | Игрок                     | Команда                   | Выбор                     |
| Игроки стартового состава | Игроки стартового состава | Игроки стартового состава | Игроки стартового состава |
| ------------------------- | ------------------------- | ------------------------- | ------------------------- |
| 2-й                       | Брианна Стюарт            | Нью-Йорк Либерти          | 7-й                       |
| 4-й                       | Алиша Грей                | Атланта Дрим              | 3-й                       |
| 6-й                       | Ннека Огвумике            | Сиэтл Шторм               | 10-й                      |
| 8-й                       | Пейдж Бекерс              | Даллас Уингз              | 1-й                       |
| Игроки резервного состава |                           |                           |                           |
| 9-й                       | Кортни Уильямс            | Миннесота Линкс           | 2-й                       |
| 11-й                      | Скайлар Диггинс           | Сиэтл Шторм               | 7-й                       |
| 13-й                      | Энджел Риз                | Чикаго Скай               | 2-й                       |
| 15-й                      | Алисса Томас              | Финикс Меркури            | 6-й                       |
| 17-й                      | Келси Плам                | Лос-Анджелес Спаркс       | 4-й                       |
| 19-й                      | Райн Ховард               | Атланта Дрим              | 3-й                       |

15 июля 2025 года стало известно, что Райн Ховард не сможет принять участие в этом матче, так как в субботу, 12 июля, в проигранной игре против клуба «Индиана Фивер» (82:99) она травмировала колено, в результате чего образовавшееся вакантное место среди резервистов в команде Коллиер заняла Кайла Макбрайд (пятый выбор) из «Миннесота Линкс». 17 июля стало известно, что Кейтлин Кларк и Сату Сабалли также не смогут принять участие в этой встрече, у первой травмирован пах (16 июля), у второй — лодыжка (4 июля), в результате чего образовавшиеся вакантные места среди резервистов в команде Кларк заняли Бриттни Сайкс (первый выбор) из «Вашингтон Мистикс» и Брайонна Джонс (четвёртый выбор) из «Атланта Дрим». 19 июля, буквально перед началом встречи, образовавшиеся вакантные места в стартовой пятёрке команды Кларк заняли Келси Митчелл и Джеки Янг.
В данной таблице опубликованы полные составы команд Нафисы Коллиер и Кейтлин Кларк предстоящего матча.
| Поз.                                        | Игрок             | Команда             | Выбор             |
| Стартовая пятёрка                           | Стартовая пятёрка | Стартовая пятёрка   | Стартовая пятёрка |
| ------------------------------------------- | ----------------- | ------------------- | ----------------- |
| З                                           | Алиша Грей        | Атланта Дрим        | 3-й               |
| З                                           | Пейдж Бекерс      | Даллас Уингз        | 1-й               |
| Ф                                           | Нафиса Коллиер    | Миннесота Линкс     | 5-й               |
| Ф                                           | Ннека Огвумике    | Сиэтл Шторм         | 10-й              |
| Ф                                           | Брианна Стюарт    | Нью-Йорк Либерти    | 7-й               |
| Запасные игроки                             |                   |                     |                   |
| З                                           | Келси Плам        | Лос-Анджелес Спаркс | 4-й               |
| З                                           | Скайлар Диггинс   | Сиэтл Шторм         | 7-й               |
| З                                           | Кортни Уильямс    | Миннесота Линкс     | 2-й               |
| З                                           | Райн Ховард[a]    | Атланта Дрим        | 3-й               |
| З                                           | Кайла Макбрайд[b] | Миннесота Линкс     | 5-й               |
| Ф                                           | Алисса Томас      | Финикс Меркури      | 6-й               |
| Ф                                           | Энджел Риз        | Чикаго Скай         | 2-й               |
| Главный тренер: Шерил Рив (Миннесота Линкс) |                   |                     |                   |

| Поз.                                               | Игрок             | Команда               | Выбор             |
| Стартовая пятёрка                                  | Стартовая пятёрка | Стартовая пятёрка     | Стартовая пятёрка |
| -------------------------------------------------- | ----------------- | --------------------- | ----------------- |
| З                                                  | Кейтлин Кларк[a]  | Индиана Фивер         | 2-й               |
| З                                                  | Сабрина Ионеску   | Нью-Йорк Либерти      | 4-й               |
| Ф                                                  | Сату Сабалли[a]   | Финикс Меркури        | 3-й               |
| Ф                                                  | Эйжа Уилсон       | Лас-Вегас Эйсес       | 7-й               |
| Ф/Ц                                                | Алия Бостон       | Индиана Фивер         | 3-й               |
| Запасные игроки                                    |                   |                       |                   |
| З                                                  | Келси Митчелл[c]  | Индиана Фивер         | 3-й               |
| З                                                  | Джеки Янг[c]      | Лас-Вегас Эйсес       | 4-й               |
| З                                                  | Габби Уильямс     | Сиэтл Шторм           | 1-й               |
| З                                                  | Соня Ситрон       | Вашингтон Мистикс     | 1-й               |
| З                                                  | Бриттни Сайкс[b]  | Вашингтон Мистикс     | 1-й               |
| Ф                                                  | Кейла Торнтон     | Голден Стэйт Валкириз | 1-й               |
| Ф                                                  | Кики Ириафен      | Вашингтон Мистикс     | 1-й               |
| Ф                                                  | Брайонна Джонс[b] | Атланта Дрим          | 4-й               |
| Главный тренер: Сэнди Бронделло (Нью-Йорк Либерти) |                   |                       |                   |

- a  Игроки, не принимавшие участие в матче из-за травмы.
- b  Игроки, заменившие в нём травмированных.
- c  Игроки, начавшие игру в стартовой пятёрке, вместо травмированных.

### Ход матча
| 19 июля 2025 года 8:30 pm (ET) | Протокол | Команда Нафисы Коллиер     | 151:131  | Команда Кейтлин Кларк | Гейнбридж-филдхаус, Индианаполис (штат Индиана) Зрителей: 16 988 Судьи: Тиара Круз № 5 Энджел Кент № 26 Дженна Рено № 77 | ABC (HD), TSN4 / SN360 |
| 19 июля 2025 года 8:30 pm (ET) | Протокол | 49:36, 33:24, 37:35, 32:36 |          |                       | Гейнбридж-филдхаус, Индианаполис (штат Индиана) Зрителей: 16 988 Судьи: Тиара Круз № 5 Энджел Кент № 26 Дженна Рено № 77 | ABC (HD), TSN4 / SN360 |
| 19 июля 2025 года 8:30 pm (ET) | Протокол | Нафиса Коллиер 36          | Очки     | Келси Митчелл 20      | Гейнбридж-филдхаус, Индианаполис (штат Индиана) Зрителей: 16 988 Судьи: Тиара Круз № 5 Энджел Кент № 26 Дженна Рено № 77 | ABC (HD), TSN4 / SN360 |
| 19 июля 2025 года 8:30 pm (ET) | Протокол | Скайлар Диггинс 11         | Подборы  | Кейла Торнтон 11      | Гейнбридж-филдхаус, Индианаполис (штат Индиана) Зрителей: 16 988 Судьи: Тиара Круз № 5 Энджел Кент № 26 Дженна Рено № 77 | ABC (HD), TSN4 / SN360 |
| 19 июля 2025 года 8:30 pm (ET) | Протокол | Скайлар Диггинс 15         | Передачи | Ионеску и Сайкс 7     | Гейнбридж-филдхаус, Индианаполис (штат Индиана) Зрителей: 16 988 Судьи: Тиара Круз № 5 Энджел Кент № 26 Дженна Рено № 77 | ABC (HD), TSN4 / SN360 |

### Полная статистика матча
В данной таблице показан подробный статистический анализ этого матча.
- Нафиса Коллиер, лучшая по очкам и MVP матча (36)
- Кейла Торнтон, лучший игрок матча по подборам (11)
- Скайлар Диггинс, лучший игрок матча по передачам (15)
- Келси Митчелл, лучший игрок матча по перехватам (2)
- Ннека Огвумике, лучший игрок матча по потерям[e] (2)

| Команда Нафисы Коллиер |                       |        |        |       |       |     |     |     |     |    |    |    |     |    |     |
| Стартовая пятёрка      | Команда               | MIN    | FG     | 3P    | FT    | OFF | DEF | TOT | AST | ST | BS | BA | TOV | PF | PTS |
| Алиша Грей             | Атланта Дрим          | 16:18  | 5-12   | 5-12  | 3-3   | 0   | 0   | 0   | 2   | 0  | 0  | 0  | 0   | 0  | 18  |
| Пейдж Бекерс           | Даллас Уингз          | 21:46  | 2-6    | 1-5   | 1-1   | 1   | 1   | 2   | 8   | 0  | 0  | 0  | 0   | 0  | 6   |
| Нафиса Коллиер[d]      | Миннесота Линкс       | 18:35  | 13-16  | 4-5   | 6-6   | 5   | 4   | 9   | 1   | 1  | 0  | 0  | 1   | 1  | 36  |
| Ннека Огвумике         | Сиэтл Шторм           | 19:17  | 7-8    | 2-2   | 0-0   | 1   | 6   | 7   | 3   | 0  | 0  | 0  | 2   | 1  | 16  |
| Брианна Стюарт         | Нью-Йорк Либерти      | 20:34  | 4-8    | 0-2   | 0-0   | 1   | 3   | 4   | 2   | 0  | 0  | 0  | 1   | 0  | 8   |
| Запасные игроки        |                       |        |        |       |       |     |     |     |     |    |    |    |     |    |     |
| Келси Плам             | Лос-Анджелес Спаркс   | 17:10  | 7-14   | 1-8   | 1-1   | 1   | 4   | 5   | 3   | 1  | 0  | 0  | 2   | 1  | 16  |
| Скайлар Диггинс        | Сиэтл Шторм           | 21:15  | 4-8    | 1-5   | 2-2   | 1   | 10  | 11  | 15  | 0  | 0  | 0  | 1   | 0  | 11  |
| Кортни Уильямс         | Миннесота Линкс       | 15:26  | 5-9    | 3-4   | 0-0   | 0   | 2   | 2   | 5   | 0  | 0  | 0  | 1   | 0  | 13  |
| Кайла Макбрайд         | Миннесота Линкс       | 19:15  | 4-12   | 4-12  | 3-3   | 1   | 2   | 3   | 0   | 0  | 0  | 0  | 1   | 0  | 15  |
| Алисса Томас           | Финикс Меркури        | 13:10  | 3-4    | 0-0   | 0-0   | 1   | 3   | 4   | 4   | 0  | 0  | 0  | 2   | 0  | 6   |
| Энджел Риз             | Чикаго Скай           | 17:14  | 3-7    | 0-1   | 0-0   | 5   | 4   | 9   | 2   | 1  | 0  | 0  | 1   | 0  | 6   |
| Всего                  |                       | 200:00 | 57-104 | 21-56 | 16-16 | 17  | 39  | 56  | 45  | 3  | 0  | 0  | 12  | 3  | 151 |
| Главный тренер         | Шерил Рив (Миннесота) |        |        |       |       |     |     |     |     |    |    |    |     |    |     |

| Команда Кейтлин Кларк |                            |        |        |       |     |     |     |     |     |    |    |    |     |    |     |
| Стартовая пятёрка     | Команда                    | MIN    | FG     | 3P    | FT  | OFF | DEF | TOT | AST | ST | BS | BA | TOV | PF | PTS |
| Джеки Янг             | Лас-Вегас Эйсес            | 00:53  | 0-0    | 0-0   | 0-0 | 0   | 0   | 0   | 0   | 0  | 0  | 0  | 0   | 0  | 0   |
| Сабрина Ионеску       | Нью-Йорк Либерти           | 20:21  | 4-8    | 2-5   | 2-2 | 0   | 2   | 2   | 7   | 0  | 0  | 0  | 0   | 0  | 12  |
| Келси Митчелл         | Индиана Фивер              | 21:10  | 8-13   | 3-7   | 1-1 | 0   | 2   | 2   | 2   | 2  | 0  | 0  | 0   | 1  | 20  |
| Эйжа Уилсон           | Лас-Вегас Эйсес            | 12:04  | 2-4    | 0-2   | 0-0 | 0   | 2   | 2   | 2   | 1  | 0  | 0  | 2   | 0  | 4   |
| Алия Бостон           | Индиана Фивер              | 17:54  | 4-7    | 1-4   | 0-0 | 1   | 5   | 6   | 2   | 0  | 0  | 0  | 0   | 0  | 9   |
| Запасные игроки       |                            |        |        |       |     |     |     |     |     |    |    |    |     |    |     |
| Габби Уильямс         | Сиэтл Шторм                | 24:03  | 5-11   | 4-10  | 2-2 | 0   | 0   | 0   | 5   | 1  | 0  | 0  | 1   | 0  | 16  |
| Соня Ситрон           | Вашингтон Мистикс          | 20:47  | 4-11   | 3-8   | 0-0 | 1   | 1   | 2   | 2   | 1  | 0  | 0  | 1   | 0  | 11  |
| Бриттни Сайкс         | Вашингтон Мистикс          | 22:17  | 8-18   | 0-9   | 0-0 | 1   | 2   | 3   | 7   | 0  | 0  | 0  | 2   | 0  | 16  |
| Кейла Торнтон         | Голден Стэйт Валкириз      | 25:12  | 5-14   | 3-11  | 2-2 | 4   | 7   | 11  | 5   | 1  | 0  | 0  | 0   | 1  | 15  |
| Кики Ириафен          | Вашингтон Мистикс          | 22:59  | 7-15   | 2-7   | 1-1 | 4   | 6   | 10  | 1   | 2  | 0  | 0  | 2   | 0  | 17  |
| Брайонна Джонс        | Атланта Дрим               | 12:06  | 5-6    | 1-1   | 0-0 | 1   | 2   | 3   | 3   | 0  | 0  | 0  | 0   | 0  | 11  |
| Всего                 |                            | 200:00 | 52-107 | 19-64 | 8-8 | 12  | 29  | 41  | 36  | 8  | 0  | 0  | 8   | 2  | 131 |
| Главный тренер        | Сэнди Бронделло (Нью-Йорк) |        |        |       |     |     |     |     |     |    |    |    |     |    |     |

- d  Жирным курсивным шрифтом выделена статистика самого ценного игрока матча.
- e  В этом матче всех звёзд ни одна баскетболистка не сделала ни одного блок-шота.

## Другие события
15 августа 2024 года было объявлено, что 18 июля, в канун матча всех звёзд, пройдут конкурс трёхочковых бросков, а также соревнование по баскетбольным умениям, которые транслировались по телевидению на каналах ESPN в США и TSN Network в Канаде. Конкурс трёхочковых бросков спонсировался торговой маркой «Starry», а соревнование по баскетбольным умениям представляла компания «Kia».

### Конкурс трёхочковых бросков
В ежегодном конкурсе по трёхочковым броскам (англ. Three-Point Contest) приняли участие пять игроков, чьи имена были провозглашены 15 июля. В этом году в нём участвовали: рекордсменка конкурса игры 2023 года Сабрина Ионеску, победительница обоих конкурсов 2024 года Алиша Грей, MVP игры всех звёзд 2022 года Келси Плам, новичок года прошлого сезона Кейтлин Кларк и дебютантка матча всех звёзд Соня Ситрон. Конкурс по трёхочковым броскам — двухраундовое соревнование на время, в котором пять точек броска расположены вокруг трёхочковой дуги. По правилам этого конкурса претендент должен реализовать насколько возможно больше трёхочковых попыток из пяти различных позиций в течение одной минуты и десяти секунд, чтобы забить как можно больше из 27 мячей. Три участника с наивысшими результатами в первом раунде проходят в финальный раунд. Каждый игрок начинает кидать из одного угла площадки, постепенно перемещаясь от «точки» к «точке» по трёхочковой отметке, пока не достигнет противоположного края площадки. На четырёх из пяти «точек» игроку предоставляется по четыре мяча, каждое попадание оценивается в одно очко, также есть специальный «призовой мяч», достоинством в два балла. Пятая «точка» — специальная стойка «всех призовых мячей», которую каждый участник может разместить в любом из пяти мест, а всякий мяч на этой стойке стоит два очка. Помимо того два мяча были размещены на постаментах между стойками 2 и 3 и 3 и 4, в так называемой «зоне росы», каждый из которых стоит уже три очка.  В случае ничьей будет несколько 30-секундных тай-брейков, прежде чем будет определён победитель. 17 июля стало известно, что Кейтлин Кларк из клуба «Индиана Фивер» не сможет выступить в конкурсе трёхочковых, так как в среду, 16 июля, в победном матче против клуба «Коннектикут Сан» (85:77) она травмировала пах, в результате чего в соревновании её заменила одноклубница по «Фивер» Лекси Халл.
В первом раунде победителей стало двое: Ионеску и Грей набрали по 25 очков из 40 возможных. Сабрина и Алиша вышли во второй раунд, а Плам, Халл и Ситрон выступили хуже своих соперниц по первому этапу и не смогли пройти в финальный раунд. А в финале лучшей стала Ионеску, набрав 30 очков, на пять больше, чем в первом раунде, Грей выступила хуже, чем на первом этапе, набрав всего 22 очка. Помимо этого Ионеску стала вторым игроком ВНБА после Элли Куигли, которая выиграла конкурс трёхочковых более одного раза.
| Поз. | Игрок           | Команда             | Рост, см | Вес, кг | Попадания | Попытки | Процент | 1-й раунд | 2-й раунд |
| ---- | --------------- | ------------------- | -------- | ------- | --------- | ------- | ------- | --------- | --------- |
| З    | Сабрина Ионеску | Нью-Йорк Либерти    | 180      | 75      | 50        | 161     | 31,1    | 25        | 30        |
| З    | Алиша Грей      | Атланта Дрим        | 183      | 76      | 51        | 134     | 38,1    | 25        | 22        |
| З    | Келси Плам      | Лос-Анджелес Спаркс | 173      | 66      | 53        | 148     | 35,8    | 22        | DNQ       |
| З    | Лекси Халл      | Индиана Фивер       | 185      | 70      | 29        | 62      | 46,8    | 20        | DNQ       |
| З    | Соня Ситрон     | Вашингтон Мистикс   | 185      | 73      | 35        | 96      | 36,5    | 19        | DNQ       |

### Соревнование по баскетбольным умениям
15 июля 2025 года лига обнародовала пять участников, которые будут участвовать в соревновании по баскетбольным умениям (англ. Skills Challenge). Skills Challenge представляли в этом году отдельные игроки, которые выступали на индивидуальной основе, а не в команде, как в 2023 году. В этом матче участниками конкурса стали: победительница обоих конкурсов 2024 года Алиша Грей, которая пыталась защитить свой прошлогодний титул, и многократная участница встречи всех звёзд Скайлар Диггинс, MVP матча всех звёзд 2019 года Эрика Уилер, а также одна из лучших защитников лиги Наташа Клауд и Кортни Уильямс. Они соревновались в двухраундовом соревновании с полосой препятствий, которая проверяет навыки ведения мяча, паса, ловкости и бросков. В первом раунде игроки соревновались в гонке на время, по очереди проходя полосу препятствий. Два игрока, прошедшие её с лучшим временем, вышли в финальный раунд и соревновались на этой трассе уже за чемпионство. В случае ничьей, если было необходимо определить игрока, который выйдет в финальный этап или определит чемпиона, игроки с равным результатом должны были повторить трассу.
Лучшее время в первом раунде показала Наташа Клауд, которая справилась с трассой за 34,1 секунды, на 2,4 секунды быстрее, чем Эрика Уилер (36,5), ставшая второй. Грей, Уильямс и Диггинс осилили её за 39,4 и 42,0 и 44,3 секунды соответственно и не прошли в финальный раунд. В финале Уилер выполнила задание за 37,5 секунды, на секунду хуже, чем в первом раунде, однако этого результата не хватило для итоговой победы. Победителем конкурса стала Клауд, которая на втором этапе также показала лучшее время 36,4 секунды, на 2,3 секунды хуже, чем в первом раунде, побив результат Уилер, показанный в финале всего на 1,1 секунды.
| Поз. | Игроки          | Команда          | Рост, см | Вес, кг | 1-й раунд | 2-й раунд |
| ---- | --------------- | ---------------- | -------- | ------- | --------- | --------- |
| З    | Наташа Клауд    | Нью-Йорк Либерти | 178      | 72      | 34,1      | 36,4      |
| З    | Эрика Уилер     | Сиэтл Шторм      | 170      | 64      | 36,5      | 37,5      |
| З    | Алиша Грей      | Атланта Дрим     | 183      | 76      | 39,4      | DNQ       |
| З    | Кортни Уильямс  | Миннесота Линкс  | 173      | 67      | 42,0      | DNQ       |
| З    | Скайлар Диггинс | Сиэтл Шторм      | 175      | 63      | 44,3      | DNQ       |